# Temporada da NFL de 2019
A Temporada de 2019 da NFL foi a 100ª temporada regular da National Football League (NFL), a principal liga profissional de futebol americano dos Estados Unidos. Começou em 5 de setembro de 2019, com o jogo entre o Chicago Bears e o Green Bay Packers, no Soldier Field. Diferente de outros anos, a abertura da temporada não contou com o então atual campeão (o New England Patriots, neste caso), preferindo a partida entre Bears e Packers, considerada a rivalidade mais antiga na história da liga, em comemoração a centésima temporada da NFL. O campeonato foi decidido no Super Bowl LIV, a grande final, entre Kansas City Chiefs e San Francisco 49ers, no dia 2 de fevereiro de 2020, no Hard Rock Stadium em Miami Gardens, terminando com uma vitória dos Chiefs por 31 a 20 (o primeiro título da equipe em cinquenta anos).

## Mudanças nas regras
As seguintes mudanças de regra foram aprovadas para a temporada de 2018 pelo Comitê de Competição, em março de 2019:
- As regras experimentais estabelecidas na temporada da 2018 para kickoffs foram aprovadas como permanentes.
- Abolido todos os bloqueios em pontos cegos em qualquer lugar do campo (falta pessoal, 15 jardas).
- Pelo período de um ano, de forma experimental, são permitidas as revisões de jogadas, sujeito a desafios dos treinadores fora dos dois minutos finais de cada tempo e sujeito a revisão pelo conselho de arbitragem no estádio nos dois minutos finais de cada tempo:
  - Interferência no passe, se foi marcado no campo ou não (modificado em junho de 2019)
  - Jogadas de pontuação e turnovers negados por penalidades.
  - Qualquer extra point ou conversão de dois pontos tentado.
- Muda como faltas duplas são aplicadas em uma posse de bola; o último time com a posse mantém a bola no local onde a falta foi aplicada. Se o local onde a falta foi aplicada está atrás da linha de touchback, a bola é colocada na linha de 20 jardas (após o punt) ou na linha de 25 jardas (após o chute). Se o local onde a falta foi aplicada é a end zone, a bola é colocada na linha de uma jarda.
- Fazer as regras do chute de scrimmage aplicáveis se um field goal perdido é tocado na end zone antes de atingir o chão e se a bola é tocada por um jogador de qualquer time atrás da linha de scrimmage.
- Permite aos times aplicar as jardas de faltas pessoais ou condutas antidesportivas cometidas durante um touchdown ou numa tentativa de extra point ou conversão de dois pontos no kickoff seguinte.
- Indivíduos sem uniforme que entram no campo para celebrar um touchdown, turnover ou qualquer outra coisa vai causar um falta de conduta antidesportiva (15 jardas e um first down automático para a defesa).

Houve também mudanças em algumas regras aprovadas em 2018. A liga limitou os capacetes disponíveis aos seus jogadores a uma lista de 34 modelos pré-aprovados pela NFL, um aumento com relação ao ano anterior, onde a lista era de apenas 23 modelos de capacete. A regra que permitia jogadores veteranos que utilizavam capacetes antigos foi revogada e apenas os modelos aprovados pela NFL (mais notavelmente, Tom Brady, que utilizava um capacete modelo Riddell VSR-4 foi um dos banidos para a temporada de 2019).
Em maio de 2019, a liga baniu vários tipos de jogadas em treinamentos, como o "Oklahoma drills", o "bull in the ring" e outras práticas de contato, com o intuito de reduzir o número de contusões.
Em junho de 2019, a liga divulgou algumas releituras das regras aprovadas em março com relação a revisão de faltas de interferência:
- A mudança inicial da regra aprovada em março de 2019 a respeito da revisão da falta de interferência de passe permanecesse intacta.
- A chamada de falta no campo só será mudada se haver uma evidência clara e óbvia de que a interferência de passe realmente aconteceu ou não (como acontece em qualquer outra revisão de jogada).
- Todas as jogadas de passe estão sujeita a revisão de interferência de passe, incluindo "Hail Marys".

## Classificação
V = Vitórias, D = Derrotas, E = Empates, PCT = porcentagem de vitórias, PF= Pontos feitos, PS = Pontos sofridos
Classificados para os playoffs estão marcados em verde
| AFC Leste            |    |    |   |       |     |     |
| Time                 | V  | D  | E | PCT   | PF  | PS  |
| New England Patriots | 12 | 4  | 0 | 75%   | 420 | 225 |
| Buffalo Bills        | 10 | 6  | 0 | 62,5% | 314 | 259 |
| New York Jets        | 7  | 9  | 0 | 43,8% | 276 | 359 |
| Miami Dolphins       | 5  | 11 | 0 | 31,3% | 306 | 494 |
| AFC Norte            |    |    |   |       |     |     |
| Time                 | V  | D  | E | PCT   | PF  | PS  |
| Baltimore Ravens     | 14 | 2  | 0 | 87,5% | 531 | 282 |
| Pittsburgh Steelers  | 8  | 8  | 0 | 50%   | 289 | 303 |
| Cleveland Browns     | 6  | 10 | 0 | 37,5% | 335 | 393 |
| Cincinnati Bengals   | 2  | 14 | 0 | 12,5% | 279 | 420 |
| AFC Sul              |    |    |   |       |     |     |
| Time                 | V  | D  | E | PCT   | PF  | PS  |
| Houston Texans       | 10 | 6  | 0 | 62,5% | 378 | 385 |
| Tennessee Titans     | 9  | 7  | 0 | 56,3% | 402 | 331 |
| Indianapolis Colts   | 7  | 9  | 0 | 43,8% | 361 | 373 |
| Jacksonville Jaguars | 6  | 10 | 0 | 37,5% | 300 | 397 |
| AFC Oeste            |    |    |   |       |     |     |
| Time                 | V  | D  | E | PCT   | PF  | PS  |
| Kansas City Chiefs   | 12 | 4  | 0 | 75%   | 451 | 308 |
| Denver Broncos       | 7  | 9  | 0 | 43,8% | 282 | 316 |
| Oakland Raiders      | 7  | 9  | 0 | 43,8% | 313 | 419 |
| Los Angeles Chargers | 5  | 11 | 0 | 31,3% | 337 | 345 |

| NFC Leste            |    |    |   |       |     |     |
| Time                 | V  | D  | E | PCT   | PF  | PS  |
| Philadelphia Eagles  | 9  | 7  | 0 | 56,3% | 385 | 354 |
| Dallas Cowboys       | 8  | 8  | 0 | 50%   | 434 | 321 |
| New York Giants      | 4  | 12 | 0 | 25%   | 341 | 451 |
| Washington Redskins  | 3  | 13 | 0 | 18,8% | 266 | 435 |
| NFC Norte            |    |    |   |       |     |     |
| Time                 | V  | D  | E | PCT   | PF  | PS  |
| Green Bay Packers    | 13 | 3  | 0 | 81,3% | 376 | 313 |
| Minnesota Vikings    | 10 | 6  | 0 | 62,5% | 407 | 303 |
| Chicago Bears        | 8  | 8  | 0 | 50%   | 280 | 298 |
| Detroit Lions        | 3  | 12 | 1 | 21,9% | 341 | 423 |
| NFC Sul              |    |    |   |       |     |     |
| Time                 | V  | D  | E | PCT   | PF  | PS  |
| New Orleans Saints   | 13 | 3  | 0 | 81,3% | 458 | 341 |
| Atlanta Falcons      | 7  | 9  | 0 | 43,8% | 381 | 399 |
| Tampa Bay Buccaneers | 7  | 9  | 0 | 43,8% | 458 | 449 |
| Carolina Panthers    | 5  | 11 | 0 | 31,3% | 340 | 470 |
| NFC Oeste            |    |    |   |       |     |     |
| Time                 | V  | D  | E | PCT   | PF  | PS  |
| San Francisco 49ers  | 13 | 3  | 0 | 81,3% | 479 | 310 |
| Seattle Seahawks     | 11 | 5  | 0 | 68,8% | 405 | 398 |
| Los Angeles Rams     | 8  | 8  | 0 | 50%   | 394 | 364 |
| Arizona Cardinals    | 5  | 10 | 1 | 34,4% | 361 | 442 |

## Pós-temporada
Os playoffs (mata-mata) de 2019 começaram no fim de semana de 4-5 de janeiro de 2020, com a rodada de Wild Card (repescagem). Os quatro vencedores então competiram contra os dois times de melhor campanha em cada conferência nos playoffs de divisão, o que acontecerá em 11 e 12 de janeiro. Os vencedores desta partida foram para as finais de Conferência, que foram disputadas em 19 de janeiro. O Pro Bowl de 2020 aconteceu no Camping World Stadium em Orlando, Flórida a 26 de janeiro e será transmitida, nos Estados Unidos, pela ESPN e pela ABC. O Super Bowl LIV aconteceu em 3 de fevereiro, no Hard Rock Stadium, em Miami, com transmissão americana da Fox Sports dos Estados Unidos.
Esta também foi a última temporada da NFL com o formato de playoff de doze times, já que mais dois times foram adicionados aos playoffs anuais da NFL a partir da temporada de 2020.
| Tabela dos Playoffs |                                                  |                                                 |
| Posição             | AFC                                              | NFC                                             |
| 1                   | Baltimore Ravens (Vencedor da divisão Norte)     | San Francisco 49ers (Vencedor da divisão Oeste) |
| 2                   | Kansas City Chiefs (Vencedor da divisão Oeste)   | Green Bay Packers (Vencedor da divisão Norte)   |
| 3                   | New England Patriots (Vencedor da divisão Leste) | New Orleans Saints (Vencedor da divisão Sul)    |
| 4                   | Houston Texans (Vencedor da divisão Sul)         | Philadelphia Eagles (Vencedor da divisão Leste) |
| 5                   | Buffalo Bills                                    | Seattle Seahawks                                |
| 6                   | Tennessee Titans                                 | Minnesota Vikings                               |

### Playoffs
|  |                                        |                                        |                                        |                |                |                               |                                   |                               |                                |                                |                                |                                    |                                    |                                    |  |  |  |  |
|  | 5 de janeiro – Lincoln Financial Field | 5 de janeiro – Lincoln Financial Field | 5 de janeiro – Lincoln Financial Field |                |                | 12 de janeiro – Lambeau Field | 12 de janeiro – Lambeau Field     | 12 de janeiro – Lambeau Field |                                |                                |                                |                                    |                                    |                                    |  |  |  |  |
|  | 5 de janeiro – Lincoln Financial Field | 5 de janeiro – Lincoln Financial Field | 5 de janeiro – Lincoln Financial Field |                |                | 12 de janeiro – Lambeau Field | 12 de janeiro – Lambeau Field     | 12 de janeiro – Lambeau Field |                                |                                |                                |                                    |                                    |                                    |  |  |  |  |
|  | 5 de janeiro – Lincoln Financial Field | 5 de janeiro – Lincoln Financial Field | 5 de janeiro – Lincoln Financial Field |                |                | 12 de janeiro – Lambeau Field | 12 de janeiro – Lambeau Field     | 12 de janeiro – Lambeau Field |                                |                                |                                |                                    |                                    |                                    |  |  |  |  |
|  | 5 de janeiro – Lincoln Financial Field | 5 de janeiro – Lincoln Financial Field | 5 de janeiro – Lincoln Financial Field |                |                | 12 de janeiro – Lambeau Field | 12 de janeiro – Lambeau Field     | 12 de janeiro – Lambeau Field |                                |                                |                                |                                    |                                    |                                    |  |  |  |  |
|  | 5                                      | Seattle                                | 17                                     |                |                | 12 de janeiro – Lambeau Field | 12 de janeiro – Lambeau Field     | 12 de janeiro – Lambeau Field |                                |                                |                                |                                    |                                    |                                    |  |  |  |  |
|  | 5                                      | Seattle                                | 17                                     | 5              | Seattle        | 23                            |                                   |                               |                                |                                |                                |                                    |                                    |                                    |  |  |  |  |
|  | 4                                      | Philadelphia                           | 9                                      | 5              | Seattle        | 23                            |                                   |                               | 19 de janeiro – Levi's Stadium | 19 de janeiro – Levi's Stadium | 19 de janeiro – Levi's Stadium |                                    |                                    |                                    |  |  |  |  |
|  | 4                                      | Philadelphia                           | 9                                      | 2              | Green Bay      | 28                            |                                   |                               | 19 de janeiro – Levi's Stadium | 19 de janeiro – Levi's Stadium | 19 de janeiro – Levi's Stadium |                                    |                                    |                                    |  |  |  |  |
|  |                                        |                                        |                                        | 2              | Green Bay      | 28                            |                                   |                               | 19 de janeiro – Levi's Stadium | 19 de janeiro – Levi's Stadium | 19 de janeiro – Levi's Stadium |                                    |                                    |                                    |  |  |  |  |
|  | NFC                                    |                                        |                                        |                |                |                               |                                   |                               | 19 de janeiro – Levi's Stadium | 19 de janeiro – Levi's Stadium | 19 de janeiro – Levi's Stadium |                                    |                                    |                                    |  |  |  |  |
|  | 5 de janeiro – Mercedes-Benz Superdome | 5 de janeiro – Mercedes-Benz Superdome | 5 de janeiro – Mercedes-Benz Superdome | 2              | Green Bay      | 20                            |                                   |                               |                                |                                |                                |                                    |                                    |                                    |  |  |  |  |
|  | 5 de janeiro – Mercedes-Benz Superdome | 5 de janeiro – Mercedes-Benz Superdome | 5 de janeiro – Mercedes-Benz Superdome | 2              | Green Bay      | 20                            | 11 de janeiro – Levi's Stadium    |                               |                                |                                |                                |                                    |                                    |                                    |  |  |  |  |
|  | 5 de janeiro – Mercedes-Benz Superdome | 5 de janeiro – Mercedes-Benz Superdome | 5 de janeiro – Mercedes-Benz Superdome |                | 1              | San Francisco                 | 37                                |                               |                                |                                |                                |                                    |                                    |                                    |  |  |  |  |
|  | 5 de janeiro – Mercedes-Benz Superdome | 5 de janeiro – Mercedes-Benz Superdome | 5 de janeiro – Mercedes-Benz Superdome |                | 1              | San Francisco                 | 37                                |                               |                                |                                |                                |                                    |                                    |                                    |  |  |  |  |
|  | 6                                      | Minnesota                              | 26                                     | Campeão da NFC | Campeão da NFC | Campeão da NFC                |                                   |                               |                                |                                |                                |                                    |                                    |                                    |  |  |  |  |
|  | 6                                      | Minnesota                              | 26                                     | Campeão da NFC | Campeão da NFC | Campeão da NFC                | 6                                 | Minnesota                     | 10                             |                                |                                |                                    |                                    |                                    |  |  |  |  |
|  | 3                                      | New Orleans                            | 20                                     | Campeão da NFC | Campeão da NFC | Campeão da NFC                | 6                                 | Minnesota                     | 10                             |                                |                                | 2 de fevereiro – Hard Rock Stadium | 2 de fevereiro – Hard Rock Stadium | 2 de fevereiro – Hard Rock Stadium |  |  |  |  |
|  | 3                                      | New Orleans                            | 20                                     | Campeão da NFC | Campeão da NFC | Campeão da NFC                | 1                                 | San Francisco                 | 27                             |                                |                                | 2 de fevereiro – Hard Rock Stadium | 2 de fevereiro – Hard Rock Stadium | 2 de fevereiro – Hard Rock Stadium |  |  |  |  |
|  | Playoffs de Wild Card                  |                                        |                                        |                |                |                               | 1                                 | San Francisco                 | 27                             |                                |                                | 2 de fevereiro – Hard Rock Stadium | 2 de fevereiro – Hard Rock Stadium | 2 de fevereiro – Hard Rock Stadium |  |  |  |  |
|  | Playoffs de Divisão                    |                                        |                                        |                |                |                               |                                   |                               |                                |                                |                                | 2 de fevereiro – Hard Rock Stadium | 2 de fevereiro – Hard Rock Stadium | 2 de fevereiro – Hard Rock Stadium |  |  |  |  |
|  | 4 de janeiro – Gillette Stadium        | 4 de janeiro – Gillette Stadium        | 4 de janeiro – Gillette Stadium        | 1              | San Francisco  | 20                            |                                   |                               |                                |                                |                                |                                    |                                    |                                    |  |  |  |  |
|  | 4 de janeiro – Gillette Stadium        | 4 de janeiro – Gillette Stadium        | 4 de janeiro – Gillette Stadium        | 1              | San Francisco  | 20                            | 11 de janeiro – M&T Bank Stadium  |                               |                                |                                |                                |                                    |                                    |                                    |  |  |  |  |
|  | 4 de janeiro – Gillette Stadium        | 4 de janeiro – Gillette Stadium        | 4 de janeiro – Gillette Stadium        |                | 2              | Kansas City                   | 31                                |                               |                                |                                |                                |                                    |                                    |                                    |  |  |  |  |
|  | 4 de janeiro – Gillette Stadium        | 4 de janeiro – Gillette Stadium        | 4 de janeiro – Gillette Stadium        |                | 2              | Kansas City                   | 31                                |                               |                                |                                |                                |                                    |                                    |                                    |  |  |  |  |
|  | 6                                      | Tennessee                              | 20                                     | Super Bowl LIV | Super Bowl LIV | Super Bowl LIV                |                                   |                               |                                |                                |                                |                                    |                                    |                                    |  |  |  |  |
|  | 6                                      | Tennessee                              | 20                                     | Super Bowl LIV | Super Bowl LIV | Super Bowl LIV                | 6                                 | Tennessee                     | 28                             |                                |                                |                                    |                                    |                                    |  |  |  |  |
|  | 3                                      | New England                            | 13                                     | Super Bowl LIV | Super Bowl LIV | Super Bowl LIV                | 6                                 | Tennessee                     | 28                             |                                |                                | 19 de janeiro – Arrowhead Stadium  | 19 de janeiro – Arrowhead Stadium  | 19 de janeiro – Arrowhead Stadium  |  |  |  |  |
|  | 3                                      | New England                            | 13                                     | Super Bowl LIV | Super Bowl LIV | Super Bowl LIV                | 1                                 | Baltimore                     | 12                             |                                |                                | 19 de janeiro – Arrowhead Stadium  | 19 de janeiro – Arrowhead Stadium  | 19 de janeiro – Arrowhead Stadium  |  |  |  |  |
|  |                                        |                                        |                                        |                |                |                               | 1                                 | Baltimore                     | 12                             |                                |                                | 19 de janeiro – Arrowhead Stadium  | 19 de janeiro – Arrowhead Stadium  | 19 de janeiro – Arrowhead Stadium  |  |  |  |  |
|  | AFC                                    |                                        |                                        |                |                |                               |                                   |                               |                                |                                |                                | 19 de janeiro – Arrowhead Stadium  | 19 de janeiro – Arrowhead Stadium  | 19 de janeiro – Arrowhead Stadium  |  |  |  |  |
|  | 4 de janeiro – NRG Stadium             | 4 de janeiro – NRG Stadium             | 4 de janeiro – NRG Stadium             | 6              | Tennessee      | 24                            |                                   |                               |                                |                                |                                |                                    |                                    |                                    |  |  |  |  |
|  | 4 de janeiro – NRG Stadium             | 4 de janeiro – NRG Stadium             | 4 de janeiro – NRG Stadium             | 6              | Tennessee      | 24                            | 12 de janeiro – Arrowhead Stadium |                               |                                |                                |                                |                                    |                                    |                                    |  |  |  |  |
|  | 4 de janeiro – NRG Stadium             | 4 de janeiro – NRG Stadium             | 4 de janeiro – NRG Stadium             |                | 2              | Kansas City                   | 35                                |                               |                                |                                |                                |                                    |                                    |                                    |  |  |  |  |
|  | 4 de janeiro – NRG Stadium             | 4 de janeiro – NRG Stadium             | 4 de janeiro – NRG Stadium             |                | 2              | Kansas City                   | 35                                |                               |                                |                                |                                |                                    |                                    |                                    |  |  |  |  |
|  | 5                                      | Buffalo                                | 19                                     | Campeão da AFC | Campeão da AFC | Campeão da AFC                |                                   |                               |                                |                                |                                |                                    |                                    |                                    |  |  |  |  |
|  | 5                                      | Buffalo                                | 19                                     | Campeão da AFC | Campeão da AFC | Campeão da AFC                | 4                                 | Houston                       | 31                             |                                |                                |                                    |                                    |                                    |  |  |  |  |
|  | 4                                      | Houston                                | 22                                     | Campeão da AFC | Campeão da AFC | Campeão da AFC                | 4                                 | Houston                       | 31                             |                                |                                |                                    |                                    |                                    |  |  |  |  |
|  | 4                                      | Houston                                | 22                                     | Campeão da AFC | Campeão da AFC | Campeão da AFC                | 2                                 | Kansas City                   | 51                             |                                |                                |                                    |                                    |                                    |  |  |  |  |
|  |                                        |                                        |                                        |                |                |                               | 2                                 | Kansas City                   | 51                             |                                |                                |                                    |                                    |                                    |  |  |  |  |

## Líderes em estatísticas da temporada regular
| Individual              | Individual                                                                               |
| ----------------------- | ---------------------------------------------------------------------------------------- |
| Mais pontos marcados    | Harrison Butker, Kansas City (147)                                                       |
| Mais field goals feitos | Harrison Butker, Kansas City (34 FGs)                                                    |
| Touchdowns              | Aaron Jones, Green Bay, e Christian McCaffrey, Carolina (19 TDs)                         |
| Jardas terrestres       | Derrick Henry, Tennessee (1 540 jardas)                                                  |
| Jardas aéreas           | Jameis Winston, Tampa Bay (5 109 jardas)                                                 |
| Touchdowns aéreos       | Lamar Jackson, Baltimore (36 TDs)                                                        |
| Passer rating           | Ryan Tannehill, Tennessee (117,5 rating)                                                 |
| Recepções               | Michael Thomas, New Orleans (149 recepções)                                              |
| Jardas de recepção      | Michael Thomas, New Orleans (1 725 jardas)                                               |
| Tackles combinados      | Bobby Wagner, Seattle (159 tackles)                                                      |
| Interceptações          | Anthony Harris, Minnesota, Tre'Davious White, Buffalo e Stephon Gilmore, New England (6) |
| Punt                    | Lac Edwards, New York Jets (3 991 jardas, 45,9 de média)                                 |
| Sacks                   | Shaquil Barrett, Tampa Bay (19,5)                                                        |

## Eventos notáveis

### Aposentadoria de Andrew Luck
Ainda durante a pré-temporada, Andrew Luck, quarterback titular do Indianapolis Colts e primeira escolha no draft de 2012, afirmou que se aposentaria da liga. Essa notícia chocou a imprensa especializada e foi uma das maiores surpresas do ano, com o jogador saindo do campo vaiado. Durante uma conferência de imprensa, Luck afirmou que o motivo da sua aposentadoria era o ciclo de contusão e o impacto mental que isso tinha sobre ele, o que lhe roubou a alegria de jogar futebol americano.

### Controvérsias com Antonio Brown
O wide receiver Antonio Brown, do Pittsburgh Steelers, se envolveu em várias controvérsias antes mesmo da temporada começar. Brown havia brigado, no final da temporada de 2018, com o QB Ben Roethlisberger. Ele foi subsequentemente trocado para o Oakland Raiders em março de 2019. Contudo, o jogador começou a reclamar sobre seu capacete. Ele queria ficar com o modelo antigo, que foi banido da liga em 2019 por não proporcionar boa proteção, o que fez Brown ficar de fora dos treinos e prestar duas queixas formais contra a NFL, perdendo ambas. Ele acabou aceitando os capacetes novos e voltou ao treinamento, mas devido ao uso de calçados inadequados em uma câmara criogênica, Brown queimou o pé, tornando sua situação para a abertura da temporada um tanto complicada. Após brigar com o técnico Jon Gruden e o general manager, Mike Mayock, ele acabou sendo dispensado de Oakland, mas assinou com o New England Patriots no mesmo dia, em 7 de setembro. Três dias depois, alegações de estupro feitas por Britney Taylor, sua ex-técnica, contra Brown colocaram enormes dúvidas se ele continuaria nos Patriots ou não. Porém, Brown jogou na semana dois por New England e chegou a marcar um touchdown. Uma semana mais tarde, uma segunda mulher acusou Brown de agressão sexual. Os Patriots acabaram cortando Antonio Brown em 20 de setembro após surgirem na imprensa imagens de mensagens intimidadoras de Brown contra a segunda mulher que o acusou de má conduta sexual.

### Briga no jogo Steelers–Browns
Na semana 11 da NFL, no Thursday Night Football, num jogo entre o Pittsburgh Steelers e Cleveland Browns, o defensor Myles Garrett fez um tackle no quarterback dos Steelers Mason Rudolph após ele completar um passe para o RB Trey Edmunds. Irritado com o tackle, Rudolph atacou Garrett chutando-o perto da virilha e tentando tirar seu capacete. Garrett então avança contra Rudolph, arrancando seu capacete e o utilizando para atingir Rudolph na cabeça. O center dos Steelers, Maurkice Pouncey, e o defensor dos Browns, o DT Larry Ogunjobi, se juntam a briga para defender seus respectivos companheiros de time. Garrett, Ogunjobi e Pouncey foram todos expulsos do jogo. Após o término da partida, Garrett foi suspenso pelo restante da temporada de 2019 e pendente para a temporada de 2020, enquanto Pouncey e Ogunjobi recebem suspensões de dois jogos e um jogo, respectivamente. A suspensão de Garrett é a mais longa da história da NFL para uma transgressão feita dentro de campo.

### Controvérsia da gravação dos Patriots
Em 8 de dezembro, durante uma partida entre o Cincinnati Bengals e Cleveland Browns, o New England Patriots filmou a lateral de campo dos Bengals, supostamente com o intuito de espionar as interações dos técnicos do time durante uma partida. Os Patriots, que iam jogar contra os Bengals na semana seguinte, afirmaram que que o vídeo faria parte de um documentário chamado "Do Your Job" para o website do time. A equipe de filmagem terceirizada recebeu credenciais de mídia pelos Browns, mas os Bengals e a NFL não foi notificada das filmagens, violando regras internas da liga. Os Patriots negaram que o intuito da filmagem era espionar os Bengals e afirmaram que a equipe de filmagem agiu por conta própria. A questão ainda está sobre investigação por parte da NFL.

## Recordes, marcas importantes e estatísticas notáveis
Semana 1
- O Baltimore Ravens marcou 42 pontos no primeiro tempo do jogo, estabelecendo um novo recorde da NFL de mais pontos anotados nos dois primeiros quartos na primeira semana da liga.[23]

Semana 2
- Adrian Peterson passou Jim Brown como o quinto jogador com mais touchdowns terrestres.[24]
- JuJu Smith-Schuster se torna o jogador mais novo a chegar a marca de 2 500 jardas recebidas na carreira na história da NFL, com 22 anos e 297 dias, quebrando a marca anterior de Randy Moss em treze dias.[25]

Semana 4
- Frank Gore se tornou o quarto jogador na história da NFL a correr para 15 000 jardas.[26]
- Larry Fitzgerald fez sua recepção de número 1 326 na carreira, se tornando o segundo recebedor com mais recepções na história da liga, atrás de Jerry Rice.[27]
- Von Miller conseguiu seu 100º sack, se tornando o quarto jogador a alcançar mais rapidamente esta marca.[28]

Semana 5
- Tom Brady passou Brett Favre como o terceiro jogador com mais jardas lançadas na carreira.[29]

Semana 6
- Tom Brady passou Peyton Manning como o segundo jogador com mais jardas lançadas na carreira.[30]
- Justin Tucker se tornou o jogador a mais rápido alcançar a marca de 1 000 pontos na carreira, o fazendo em 118 jogos, um recorde outrora pertencente a Stephen Gostkowski que conseguiu o feito em 119 jogos.[31][32]

Semana 7
- Matthew Stafford se tornou o jogador mais rápido a alcançar a marca de 40 000 jardas lançadas na carreira, o fazendo em 147 jogos. O recorde anterior pertencia a Matt Ryan, que o fez em 151 jogos.[33]
- Aaron Rodgers se tornou o jogador mais rápido a alcançar a marca de 350 touchdowns lançados na carreira, o fazendo em 172 games. O recorde anterior pertencia a Drew Brees, que o fez em 180 jogos.[34]
- Brett Maher se tornou o primeiro kicker na história da NFL a chutar três field goals de pelo menos 60 jardas.[35]
- Marvin Jones se tornou o primeiro jogador na história da NFL a conseguir quatro touchdowns de recepção em um jogo em que não conseguiu 100 jardas de recepção; ele contabilizou 10 passes recebidos em 93 jardas, com 4 TDs.[36]

Semana 8
- Bill Belichick se tornou o terceiro treinador na história da NFL a vencer 300 jogos (temporada regular e playoffs), junto com George Halas e Don Shula.[37]
- Drew Brees se tornou o primeiro quarterback a alcançar a marca de 75 000 jardas lançadas na carreira.[38]
- Andy Dalton começou a temporada com oito derrotas nos oito primeiros jogos. Tendo, 2015, começado aquela temporada com oito vitórias em oito jogos, Dalton se tornou o primeiro quarterback a começar temporadas com campanhas de 8–0 e 0–8 desde que a NFL começou a contar formalmente as vitórias de um quarterback numa temporada, em 1950.[39]

Semana 10
- Kyler Murray estabeleceu um novo recorde de passes consecutivos tentados sem sofrer uma interceptação como um novato, com 211, quebrando a marca anterior de 176 estabelecido por Derek Carr e Dak Prescott.[40]
- Michael Thomas se torna o recebedor que chegou mais rápido a marca de 400 recepções na carreira, o fazendo em 56 jogos.[41]

Semana 12
- Frank Gore passa Barry Sanders ao se tornar o terceiro running back com mais jardas terrestres acumuladas na carreira.[42]

Semana 13
- Drew Brees se torna o segundo quarterback a alcançar a marca de 10 000 passes tentados na carreira.[43]
- Tom Brady passa Brett Favre como o segundo jogador com mais passes completados na carreira.[carece de fontes?]

Semana 14
- Matt Ryan se torna o décimo quarterback a lançar para 50 000 jardas aéreas na carreira.[44]
- Lamar Jackson se torna o segundo quarterback a correr para 1 000 jardas numa temporada, junto com Michael Vick, que o fez em 2006.[45]
- Drew Lock se tornou o primeiro quarterback novato na história da liga a lançar para 300 jardas e três touchdowns no seu primeiro jogo fora de casa.[46]

Semana 15
- Lamar Jackson passou Michael Vick com a marca de maior quantidade de jardas terrestres conseguidas numa temporada por um quarterback.[47]
- Drew Brees passou Peyton Manning em número de touchdowns lançados na carreira com a marca de 540 TDs lançados.[48]
- Julio Jones se torna o jogador com mais jardas de recepção acumuladas (com 11 881) no decorrer de nove temporadas de carreira. O recorde anterior pertencia a Torry Holt, que tinha acumulado 11 864 jardas recebidas em nove anos.[49]

Semana 16
- Michael Thomas quebra o recorde de mais recepções feitas em uma única temporada, passando Marvin Harrison que acumulou 143 recepções na temporada de 2002.[50]

Semana 17
- Tom Brady passa Peyton Manning como segundo jogador com mais passes para touchdown. [51]
- Philip Rivers passa Eli Manning como sexto quarterback com mais passes completados na carreira.[carece de fontes?]
- O Baltimore Ravens quebra o recorde da NFL de mais jardas terrestres numa temporada, com 3 296. O recorde anterior era de 3 165 estabelecido em 1978 pelo New England Patriots.[52]
- O Baltimore Ravens se torna o primeiro time na história da liga a ter uma média de 200 jardas aéreas e 200 jardas terrestres por jogo numa temporada regular.[53]
- Christian McCaffrey se torna o terceiro jogador na história da NFL a conseguir 1 000 jardas terrestres e 1 000 jardas recebidas numa única temporada, se juntando a Roger Craig e Marshall Faulk.[54]
- Jameis Winston se torna o primeiro jogador na história da liga a lançar para 30 touchdowns e 30 interceptações numa única temporada.[55]
- Carson Wentz se torna o primeiro quarterback a ter uma temporada de mais de 4 000 jardas aéreas sem ter um recebedor com pelo menos 500 jardas de recepção.[56]

## Prêmios

### Individuais
| Prêmio                             | Vencedor        | Posição               | Time                 |
| ---------------------------------- | --------------- | --------------------- | -------------------- |
| AP Most Valuable Player (MVP)      | Lamar Jackson   | Quarterback           | Baltimore Ravens     |
| AP Jogador de Ataque do Ano        | Michael Thomas  | Wide receiver         | New Orleans Saints   |
| AP Jogador de Defesa do Ano        | Stephon Gilmore | Cornerback            | New England Patriots |
| AP Treinador do Ano                | John Harbaugh   | Treinador             | Baltimore Ravens     |
| AP Treinador Assistente do Ano     | Greg Roman      | Coordenador de Ataque | Baltimore Ravens     |
| AP Jogador Novato de Ataque do Ano | Kyler Murray    | Quarterback           | Arizona Cardinals    |
| AP Jogador Novato de Defesa do Ano | Nick Bosa       | Defensive End         | San Francisco 49ers  |
| AP Comeback Player of the Year     | Ryan Tannehill  | Quarterback           | Tennessee Titans     |
| Pepsi Novato do Ano                | Nick Bosa       | Defensive end         | San Francisco 49ers  |
| Walter Payton NFL Man of the Year  | Calais Campbell | Defensive end         | Jacksonville Jaguars |
| PFWA NFL Executivo do Ano          | John Lynch      | General manager       | San Francisco 49ers  |
| MVP do Super Bowl                  | Patrick Mahomes | Quarberback           | Kansas City Chiefs   |

### All-Pro
Os seguintes jogadores foram nomeados First Team All-Pro pela Associated Press:
| Ataque        | Ataque                                               |
| ------------- | ---------------------------------------------------- |
| Quarterback   | Lamar Jackson, Baltimore                             |
| Running back  | Christian McCaffrey, Carolina                        |
| Flex          | Christian McCaffrey, Carolina                        |
| Wide receiver | Michael Thomas, New Orleans DeAndre Hopkins, Houston |
| Tight end     | George Kittle, San Francisco                         |
| Left tackle   | Ronnie Stanley, Baltimore                            |
| Left guard    | Quenton Nelson, Indianapolis                         |
| Center        | Jason Kelce, Philadelphia                            |
| Right guard   | Zack Martin, Dallas                                  |
| Right tackle  | Ryan Ramczyk, New Orleans                            |

| Defensa          | Defensa                                                                    |
| ---------------- | -------------------------------------------------------------------------- |
| Edge rusher      | Chandler Jones, Arizona T. J. Watt, Pittsburgh                             |
| Interior lineman | Aaron Donald, Los Angeles Rams Cam Heyward, Pittsburgh                     |
| Linebacker       | Bobby Wagner, Seattle Demario Davis, New Orleans Eric Kendricks, Minnesota |
| Cornerback       | Stephon Gilmore, New England Tre'Davious White, Buffalo                    |
| Safety           | Jamal Adams, New York Jets Minkah Fitzpatrick, Pittsburgh                  |

| Placekicker   | Justin Tucker, Baltimore       |
| Punter        | Brett Kern, Tennessee          |
| Kick returner | Cordarrelle Patterson, Chicago |
| Special teams | Matthew Slater, New England    |